# 카르부가

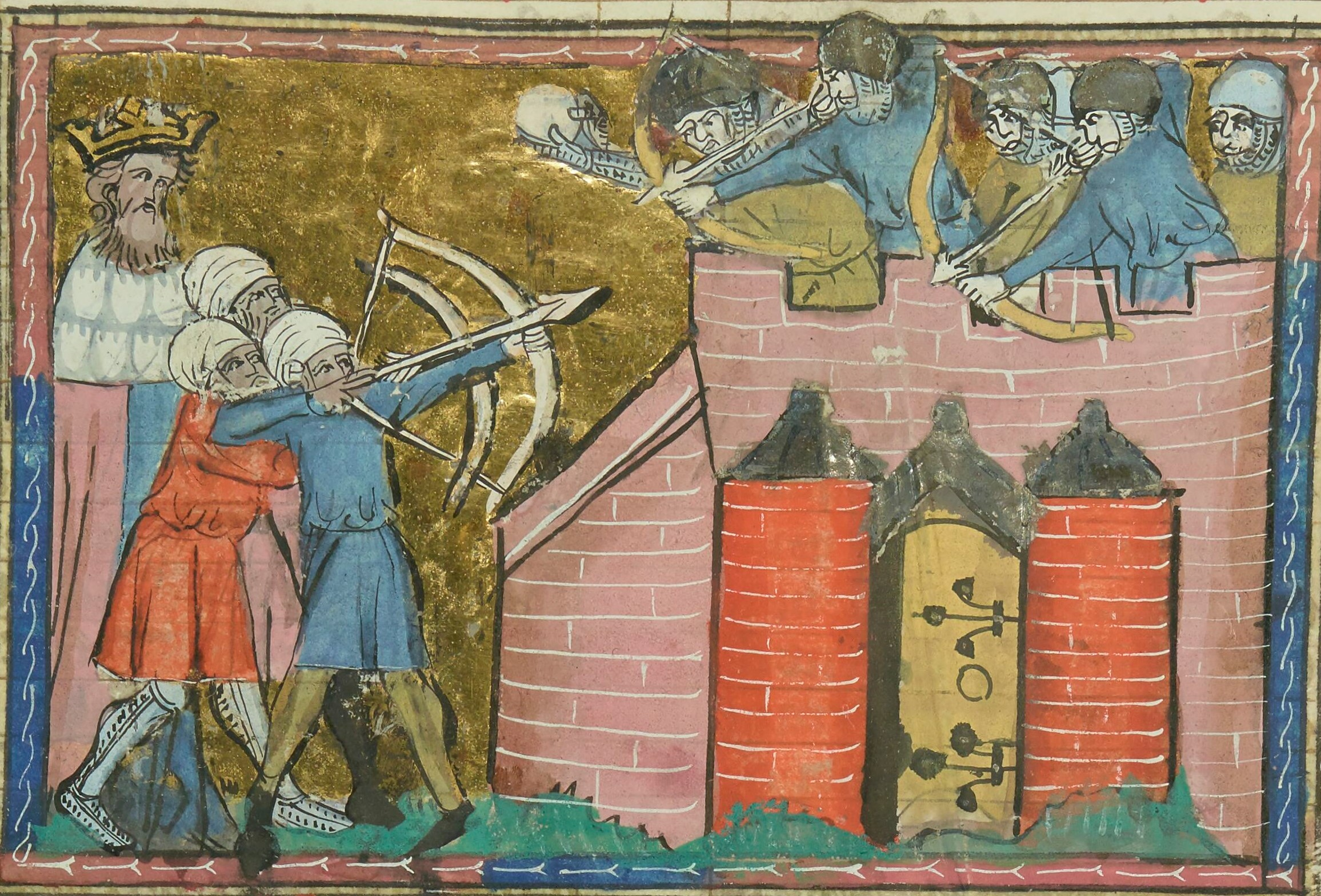

카르부가, 케르보가 혹은 귀르보아(아랍어: كربغا, 튀르키예어: Kürboğa)는 제1차 십자군 기간 동안 모술의 아타베크이며, 유명한 군인이다.
카르부가는 투르크계 무장으로 노예의 신분에서 맘루크가 된 군사적 재능이 뛰어났던 인물이었다. 그는 같은 투르크계 무장으로 시리아 셀주크 왕조의 창시자 투투슈에게 살해된 아크 순구르의 어린아들 장기를 수중에서 길렀다.
1098년 5월 당시 투르크계 영주 야기 시얀이 다스리던 안티오키아가 서양인 대군에 포위되었다는 소식을 듣자 카르부가는 3만여 군세를 모아 모술에서 구원하려고 떠났다. 그는 도중에 에데사(우르파)를 점거하던 서양인(에데사 백국)를 공격하는 등 돌아가면서 전진했기에 6월 5일에서 9일경 안티오키아에 도착했으나, 이미 안티오키아는 함락된 뒤였다. 카르부가의 군대가 온다는 소식을 알고 있던 십자군측은 성안의 위병을 매수해 시내에 침입해 6월 3일 안티오키아를 제압한 것이었다. 십자군 장병은 시내에 몰아넣으며 보급로를 끊자, 거꾸로 십자군측이 카르부가군에게 포위된 상황이 되었다.
포위전 중에 은자 피에르(제1차 십자군에 앞서 일어난 군중십자군을 이끌고 프랑스에서 성지를 향해 행진하다가 소아시아에서 룸 셀주크군에게 괴멸 당해 후방으로 도망쳤다)란 인물이 성내에 버티고 있던 크리스트교도 제후들의 사자로써 카르부가 앞에 나타났다. 그는 양쪽이 결투로 결판을 짓자고 제안했다. 카르부가는 아마 자신의 입장이 안정하다고 생각했으나, 이 책략을 자신의 이익에 도움이 된다고는 생각되지 않아 거절했다.
한편 포위된 성안에서 수도사 페트르스 바르톨로메오가 고행끝에 성창을 발견했다고 주장했다. 이것은 십자군에게 용기를 주었다. 같은 시기 포위를 계속하던 카르부가 군대 안에서는 군에 가담했던 시리아 셀주크 왕조의 왕자와 제후 사이에서 카르부가가 시리아 지방에 대한 이후 어떤 이야기가 나올 것인가에 의심이 생겨 의견 대립과 내분이 일어났다.
6월 28일 십자군측의 지도자 중 한 명인 보에몽이 성 바깥으로 나가 싸우기로 결정했다. 그때까지 성안의 십자군은 약체화되었다고 알고 들었던 카르부가는 사기가 올라 잘 통솔된 십자군의 돌격에 놀라워 했다. 그의 군대는 이미 뿔뿔이 흩어져 있어 십자군의 군세가 곧 바깥으로 나와 결전을 벌이려고 하자, 시리아 제후의 군대는 차례로 도주했다. 카르부가도 철수하다가 십자군에게 습격당해 모술로 궤주했다.

## 같이 보기
- 보두앵 1세 (예루살렘)
- 제1차 십자군
- 안티오키아 공방전

## 참고 자료
- 아랍인의 눈으로 본 십자군 전쟁[쪽 번호 필요]